# Ткаленко, Николай Иванович
}}
Николай Иванович Ткаленко — советский хозяйственный, государственный и политический деятель.

## Биография
Родился в 1923 году в Панютино. Член КПСС.
Участник Великой Отечественной войны, командир танка. С 1944 года — на хозяйственной, общественной и политической работе. В 1944—1999 гг. — секретарь комсомольской организации в Панютино, заведующий местным клубом, студент Харьковского юридического института, преподаватель Панютинского железнодорожного училища, второй, первый секретарь Лозовского, Боровского, Балаклейского райкома Компартии Украины, первый секретарь Барвенковского райкома Компартии Украины, доцент, проректор, заведующий кафедрой философии в Харьковском сельскохозяйственном институте, председатель Харьковской областной организации ветеранов войны и труда
26 января 1990 года  избран народным депутатом СССР  от Всесоюзной организации ветеранов войны и труда на место скончавшегося 27 октября 1989 года А. С. Петруковича.
5 мая 1999 года Николай Ткаленко награждён орденом Богдана Хмельницкого 3-й степени.
Умер в Харькове в 1999 году.